# The Gaslight Anthem
The Gaslight Anthem — американская рок-группа из Нью-Брансуик, Нью-Джерси, состоящая из Брайана Фаллона (Brian Fallon) (вокал, гитара), Алекса Розмелия (Alex Rosamilia) (гитара, бэк-вокал), Алекса Левина (Alex Levine) (бас-гитара, бэк-вокал) и Бенни Горовиц (Benny Horowitz) (барабаны, ударные). Они выпустили дебютный альбом Sink or Swim на XOXO Records в мае 2007 года и второй альбом The '59 Sound на SideOneDummy Records в августе 2008 года. Третий альбом группы, American Slang, вышел 15 июня 2010 года. Четвёртый альбом, Handwritten, был издан в июле 2012 года на лейбле Mercury Records.

## Дискография
- Sink or Swim (2007)
- The '59 Sound (2008)
- American Slang (2010)
- Handwritten (2012)
- Get Hurt (2014)